# Еулісес Павон
Еулісес Есек'єль Павон Альварадо (ісп. Eulises Ezequiel Pavón Alvarado, нар. 6 січня 1993, Дір'ямба, Нікарагуа) — нікарагуанський футболіст, нападник національної збірної Нікарагуа та клубу «Сучитепекес».

## Клубна кар'єра
У дорослому футболі дебютував 2010 року виступами за команду клубу «Дір'янхен», в якій провів п'ять сезонів.
Протягом 2015—2016 років захищав кольори команди клубу «Вальтер Ферретті».
До складу клубу «Сучитепекес» приєднався 2016 року.

## Виступи за збірну
2011 року дебютував в офіційних матчах у складі національної збірної Нікарагуа.
У складі збірної був учасником розіграшу Золотого кубка КОНКАКАФ 2017 року в США.